# Drávacsepely
Drávacsepely es un pueblo ubicado en el distrito de Siklós, en el condado de Baranya, Hungría.

## Superficie
Posee una superficie de 6,60 kilómetros cuadrados.

## Demografía
Hasta 2019 la población era de 189 habitantes, con una densidad de población de 28,64 habitantes por kilómetro cuadrado.